# Бластула
Бластула представља стадијум у развићу ембриона. Ембрион је у том стадијуму облика шупље лопте која има зид изграђен од епителијалних ћелија. Процес образовања бластуле назива се бластулација.
Умножавањем бластомера, браздањем, формира се краткотрајни ембрионални стадијум морула, која има облик дудиње (лат. morus = дуд). Ћелије из централног дела моруле се размичу ка периферији, тако да настаје бластула чија је централна шупљина испуњена течношћу. 
Бластула се састоји од:
1. бластоцела – шупљина (дупља) испуњене течношћу;
2. бластодерма – површински слој епителних ћелија (blastos = клица; dermos = кожа)- види слику.

## Типови бластуле
Зависно од типа јајета и начина браздања, разликују се следећи типови бластула:
1. целобластула – има облик шупље лопте; настаје браздањем олиголецитних (изолецитних) јајних ћелија;
2. амфибластула – настаје браздањем умерено телолецитних (мезолецитних) јајних ћелија; на анималном полу су микромере, а на вегетативном су макромере па је бластоцел померен ка анималном полу (није у центру као код целобластуле);
3. дискобластула – настаје браздањем изразито телолецитних јаја; она је у облику диска који лежи на неподељеном жуманцету; бластоцел је смештен између диска и жуманцета;
4. бластоцист – представља бластулу човека; састоји се од два дела:
1. . ембриобласта (од њега ће у даљем развићу настати сам ембрион) и
2. . трофобласта (учествује у даљем развићу у образовању плаценте).